# Gare de Brasília
 (janvier 2012).
La gare de Brasilia  est à la place de l'ancien Aéroport de Vera Cruz à Brasilia. Il a une ligne de chemin de fer de fret par Goiânia et São Paulo, l'ancienne RFFSA.

## Histoire
Conçu par Lúcio Costa dans le Plan pilote de Brasilia en 1956, le projet de la gare de Brasilia est finalisé par Oscar Niemeyer en 1970. Accepté par le gouvernement en 1971 ou 72. La gare est opérationnelle en 1976, mais il n'y alors par de ligne de chemin de fer pour la desservir. Elle est alors aménagée en gare routière par les autorités locales qui la loue. Elle est alors nommée Rodoferroviária.
Il est devenu la principale gare routière par lignes interétatiques dans le District fédéral en 1981, lorsque les bus interétatiques cessé d'utiliser la Gare routière du Plan pilote.
En 2010, l'inauguration de la nouvelle gare routière de Brasilia libère les installations. Le bâtiment, est réaménagé pour recevoir des institutions publiques Gouvernement du District fédéral (GDF).
Actuellement l'étude[Quand ?] à créer un train régional comprend Brasilia à Luziânia DNIT développé pour permettre aux trains de voyageurs entre Brasilia et Luziânia